# Девід Гокні
Девід Гокні (англ. David Hockney 9 липня 1937) — англійський живописець, графік, майстер естампів, театральний художник і фотограф. Значну частину життя провів у США, в Лос-Анджелесі, Каліфорнія.
Будучи одним з найпомітніших представників попарту у 1960-х роках, він вважається одним з найвпливовіших британських художників 20 сторіччя.

## Життя
Гокні народився у Бредфорді, Англія, 9 липня 1937 року у родині Лаури і Кеннета Гокні. Першу художню освіту він отримав у художній школі Бредфорда. У 1959—1962 Гокні вчиться у Королівському художньому коледжі в Лондоні, де він знайомиться, зокрема, з R. B. Kitaj. Під час навчання у коледжі Гокні спільно з Пітером Блейком бере участь (1960 р.) у виставці в Young Contemporaries, що оголосило появу британського поп-арту. Він був частиною цього руху, але в його ранніх роботах можна бачити експресіоністські елементи, що досить схожі на деякі роботи Френсіса Бекона. У 1962 році Гокні відмовляється писати фінальний екзаменаційний твір, вимагаючи, щоб його оцінювали лише по його художніх творах. У Королівському художньому коледжі пригрозили, що не дадуть йому закінчити заклад. Тоді Гокні у протест намалював ескіз диплома. Визнаючи талант художника та його репутацію, що постійно зростала, у Королівському коледжі змінили свої правила і видали Гокні диплом. Подорож до Каліфорнії, де він згодом прожив багато років, надихнула його на створення серії полотен з басейнами, що були виконані у відносно новій техніці з застосуванням акрилових фарб у дуже реалістичному стилі і яскравих кольорах.

A Bigger Splash (1967), Tate Collection, London.

 У 1964 році художник переїжджає до Лос-Анджелеса, повертається у Лондон в 1968, а з 1973 по 1975 живе у Парижі. Остаточно він переїжджає до Лос-Анджелеса в 1978 році.

## Особисте життя
Гокні є відкритим геєм, і на відміну від Енді Воргола, з яким він потоваришував, він відкрито досліджує в своєму портретному живописі одностатеве кохання. Інколи, як на картині We Two Boys Together Clinging (1961), від назви однойменного вірша Волта Вітмена, робота говорить про його любов до чоловіків. Ще у 1963 році він зобразив двох чоловіків разом на картині Cімейна сцена, Лос-Андежелес (Domestic Scene, Los Angeles), де один приймає душ, а інший миє йому спину.
Хокні зізнався у своїй гомосексуальності у 23 роки, навчаючись у Королівському коледжі мистецтв у Лондоні.
Влітку 1966 під час викладання у UCLA Гокні знайомиться з Пітером Шлезінґером — студентом мистецтва, який позував художнику для його живописних робот та рисунків.
18 березня 2013 року його 23-річний помічник Домінік Еліот помер від зловживання наркотиками та алкоголем.

## Творчість
Гокні робив гравюри, портрети друзів і оформлення сцени для Royal Court Theatre, Ґлайндборна, Ла Скала і Метрополітан-опера в Нью-Йорку. Будучи від народження синестетом він бачить синестетичні кольори у відповідь на музикальні стимули. Це явище не проявляється у його живописі або фотографічних роботах, але утворює загальний принцип його робот для декорацій до балетів і опер, коли за основу фонових кольорів та освітлення він бере кольори, які він бачить під час прослуховування музики до художнього твору.

### Портрети

Mr and Mrs Clark and Percy (1970–71), Tate Gallery, London

Гокні малював портрети у різні періоди своєї кар'єри. Від 1968 і протягом кількох років він малював реалістичні портрети друзів, коханців і родичів. Картини Гокні часто містять натяк на його власну присутність, оскільки лінії перспективи сходяться таким чином, щоб означити точку зору художника. Гокні неодноразово повертається до одних і тих самих персонажів — його батьки, художник Mo McDermott (Mo McDermott, 1976), різні письменники, з якими він був знайомий, модельєри Celia Birtwell і Ossie Clark (Mr and Mrs Clark and Percy, 1970–71), куратор Henry Geldzahler, галерист Nicholas Wilder, George Lawson та його коханець, танцівник балету Wayne Sleep.
По приїзді до Каліфорнії Гокні замість олії починає малювати яскравими акриловими фарбами.

### Фотоколажі
На початку 1980-х Гокні починає створювати фотоколажі, які він називає джойнерами («joiners»). Для цього спочатку він використовує поляроїдні відтиски, а згодом фото-відтиски, отримані за допомогою 35-мм кольорової фотоплівки. Використовуючи поляроїдні знімки або зроблені у фотолабораторії відтиски на одну тему або сюжет, Гокін створював з цих клаптиків мозаїку, утворюючи складене зображення. Передвісником цієї техніки можна вважати ранній фотомонтаж. Оскільки фотографії зроблені з різних ракурсів з невеликою різницею у часі, результатом є робота, яка за стилем дуже близька до кубізму. Однією з головних цілей Гокні — це дослідження того, як працює людський зір. Одні колажі зображають ландшафти, такі як Pearblossom Highway #2,, інші — це портрети, як, наприклад, Kasmin 1982, і My Mother, Bolton Abbey, 1982.
Ідея створення джойнерів з'явилася випадково. Наприкінці шістдесятих років він помітив, що фотографи використовують фотокамери з широкоформатними лінзами. Йому ці фотографії не подобалися, оскільки вони мали дещо спотворений вид. Коли він працював над картиною, що зображала вітальню і терасу у Лос-Анджелесі, він зробив кілька знімків поляроїдом і склеїв їх між собою, не маючи на меті створення з них окремої композиції. Коли він подивився на кінцеву композицію, то зрозумів, що він створив наратив, розповідь, начебто глядач переміщався по кімнаті. Після цього відкриття він почав більше працювати з фотографією і на якийсь час припинив займатися живописом, аби приділити всю свою увагу цій новій техніці. Проте після розчарування, спричинене обмеженими можливостями фотографії та її «одноокістю» Гокні повертається до живопису.

### Подальші роботи
У 1976 році в ательє Альдо Кроммелінка Гокні створив портфоліо з 20 офортів «Блакитна гітара: офорти Девіда Гокні, якого надихнув Воллес Стівенсом, якого надихнув Пабло Пікассо» (англ. The Blue Guitar: Etchings By David Hockney Who Was Inspired By Wallace Stevens Who Was Inspired By Pablo Picasso). Офорти звертаються до сюжетів поеми Воллеса Стівенса «Чоловік з блакитною гітарою» (1937). Офорти були надруковані у видавництві Petersburg Press у жовтні 1977. В тому ж році у Petersburg також випустили книжку, в якій зображення йшли у супроводі тексту поеми.
У 1985 році Гокні отримав замовлення на дизайн обкладинки й сторінок грудневого номера французького видання журналу Vogue. Через зацікавленість кубізмом та захоплення творчістю Пабло Пікассо Гокні вирішив зобразити на обкладинці Celia Birtwell (яка з'являється у кількох його роботах) з різних ракурсів, ніби око розглядало її обличчя по діагоналі.
У 1990-х Гокні все частіше повертається до Йоркшира, де відвідує матір, яка у 1999 році помирає. Зазвичай він рідко залишався там довше ніж на два тижні, аж поки у 1997 році його друг Jonathan Silver, що був смертельно хворий на рак, не заохотив його зобразити місцеві околиці. Спочатку він робив це по пам'яті. Гокні повертався у Йоркшир і залишався на довший час, а у 2005 році він вже малював сільську місцевість на пленері. У картинах, які написав олійними фарбами після 2005 року, можна побачити вплив його вивчення акварельної техніки (які він проводив у період з 2003 по 2004 рік). Він створював картини, зроблені з багатьох з'єднаних між собою менших полотен — від дев'яти і більше. Щоб уявити, як виглядатиме картина у цьому мірилі, він застосовував цифрові фотокопії — він фотографував щоденні напрацювання, а світлини забирав додому.
У червні 2007 року у найбільшій галереї Королівської академії мистецтв на щорічній літній виставці було вивішено найбільшу картину Гокні Bigger Trees Near Warter, розміри якої становили 15 футів на 40 футів. Ця робота є «монументальним зображенням переліска у рідному для Гокні Йорку, між Брідлінґтоном і Йорком. Картина складається з 50 окремих полотен, робота над якими велася здебільшого на пленері у місці знаходження переліска протягом п'яти тижнів минулої зими.» У 2008 він подарував картину лондонській галереї Тейт, зі словами: «Я подумав, що якщо я збираюся подарувати щось галереї Тейт, то я хочу подарувати їм щось справді гідне. Якийсь час картина висітиме тут. Я не хочу віддавати те, чим я не можу пишатися… І я вирішив, що це хороша картина, оскільки вона зображає Англію…здається, це хороша ідея.»
З 2009 року Гокні написав сотні портретів, натюрмортів та ландшафтів з використанням застосунку Brushes [Архівовано 23 травня 2011 у Wayback Machine.] для iPhone і iPad, часто надсилаючи їх своїм друзям. Показ його Fleurs fraîches (Свіжі квіти) відбувся у фундації П'єра Берже у Парижі. Виставка Fresh-Flowers відкрилася у 2011 році в Royal Ontario Museum в Торонто, де було представлено більше 100 його малюнків, зроблених за допомогою 25-ти iPads і 20-ти iPods. Наприкінці 2011 Гокні знов відвідав Каліфорнію, щоб намалювати на своєму iPad Yosemite National Park on his. У сезоні 2012—2013 у Віденській державній опері він спроектував на iPad велику картину (176 кв. м) в рамках виставкової серії Safety Curtain, задуману художньою асоціацією museum in progress.

### Сценографія
Свої перші сценографічні роботи Гокні зробив для оперних спектаклів «Пригоди гульвіси» Стравінського на Глайндборнському оперному фестивалі в Англії в 1975 році і «Чарівна флейта» (1978). У 1981 він погодився зробити декорації і костюми для трьох французьких творів 20 століття, які було поставлено у Metropolitan Opera House під назвою Парад. Ці твори включали балет «Парад» (Parade) на музику Еріка Саті; оперу «Соски Тіресія» (Les mamelles de Tirésias) на лібрето Ґійома Аполлінера і музику Франсіса Пуленка, і оперу «Дитя і чари» (L'enfant et les sortilèges) на лібрето Колет і музику Моріса Равеля. У 1991 році він розробив декорації для опери Пуччині «Турандот» в Chicago Lyric Opera і опери Ріхарда Штрауса «Жінка без тіні» (Die Frau ohne Schatten) у 1992 в Royal Opera House в Лондоні. У 1994 Гокні розробив костюми і сценографію для дванадцяти оперних арій для ТБ трансляції конкурсу Пласідо Домінґо «Опералія» в Мехіко-Сіті. Технічні досягнення дозволили йому створювати більш складні моделі. У своїй студії він має просценіум розміром 1,8 м на 1,2 м, де він конструював декорації у масштабі 1:8. Також він використовував комп'ютеризовану установку, яке дозволяло йому за бажанням набирати і програмувати світлові сигнали і синхронізувати їх з музикальним супроводом.

## Виставки
Перша персональна виставка Гокні відбулася, коли йому було 26 у 1963 році, а у 1970 в Whitechapel Gallery у Лондоні організували першу з кількох основних ретроспективних виставок. У 2004 він брав участь у виставці бієнале Вітні, коли в експозиції було представлено художників різних поколінь. На бієнале його портрети було представлено в галереї разом з картинами Елізабет Пейтон — молодої художниці, яку надихнула творчість Гокні.
В жовтні 2006 Національна портретна галерея в Лондоні організувала одну з найбільших експозицій портретних робіт Гокні, в тому числі 150 картин, малюнків, принтів, альбомів для замальовок і фото-колажів, зроблених протягом майже п'яти десятиліть. Колекція містила роботи від його ранніх автопортретів до робот, завершених у 2005 році. Ця експозиція стала однією з найуспішніших виставок галереї. У 2009 році виставку «David Hockney: Just Nature» відвідало більше ніж 100,000 відвідувачів у Kunsthalle Würth в Швебіш-Галі, Німеччина.
З 21 січня 2012 по 9 квітня 2012 Королівська академія презентувала виставку A Bigger Picture, яка включала більше 150 робіт, багато з яких займали цілі стіни у приміщеннях галереї. Виставка здебільшого била присвячена пейзажам, особливо деревам і деревним тунелям. Роботи виконані олією і акварельними фарбами і навіяні його рідним Йоркширом. Близько 50 малюнків було створено за допомогою iPad і роздруковано на папері. Виставка переїхала до Музею Гуґґенгайма у Більбао, Іспанія, з 15 травня по 30 вересня, а звідти до музею Людвіга у Кельні, Німеччина, де перебувала у період з 27 жовтня 2012 до 3 лютого 2013.
З 26 жовтня 2013 по 30 січня 2014 в музеї де Янґа, одному з музеїв витончених мистецтв Сан-Франциско, було представлено експозицію «David Hockney: A Bigger Exhibition», де були зібрані роботи після 2002 року, в тому числі портрети, оброблені у Photoshop, картини олією з багатьох полотен, пейзажі, зроблені за допомогою iPad і цифрові фільми, зроблені кількома камерами.

## Колекції
Багато робіт Гокні зібрано у галереї Salts Mill, в Солтейрі, що знаходиться неподалік його рідного міста Бредфорд. Наібльш значущою приватною колекцією його робіт вважається колекція письменника Крістофера Ішервуда. У 1990-х роках Дон Бакарді, що був супутником життя і партнером Ішервуда, подарував цю колекцію фондові. Роботи художника знаходяться у численних публічних та приватних колекціях в усьому світі, в тому числі у:
- Художній музей Гонолулу
- Музей витончених мистецтв, Бостон
- Національна галерея Австралії, Канберра
- Музей сучасного мистецтва «Луїзіана», Хумлебек, Данія
- Художній інститут Чикаго
- Національна портретна галерея, Лондон
- Художній музей Кеннеді, Афіни, Огайо
- Галерея Тейт, Лондон,
- Музей Гетті, Лос-Анджелес
- Музей мистецтв округу Лос-Анжелес
- Центр мистецтв Вокера, Міннеаполіс
- Музей мистецтва Метрополітен, Нью-Йорк
- Музей сучасного мистецтва, Нью-Йорк
- Центр Жоржа Помпіду, Париж
- Музей мистецтв Філадельфії
- Музей де Янґа, Сан-Франциско
- Музей сучасного мистецтва, Токіо
- Музей сучасного мистецтва Фонду Людвіга, Відень
- Музей Гіршгорна і сад скульптур, Вашингтон, Округ Колумбія
- Смітсонівський музей американського мистецтва, Вашингтон, Округ Колумбія.[26]

## Теорія (Теза) Гокні-Фалько
У 2001 році у телевізійній програмі «Таємне знання» (Secret Knowledge), а також у однойменній книзі, Гокні зробив твердження, що Старі майстри використовували техніку камери обскури, за якій зображення предмета проектувалося на поверхню картини. Гокні аргументовно доводить, що ця техніка поступово потрапила до Італії та більшості європейських країн і завдяки їй можна пояснити фотографічність живопису, яку ми бачимо у добу Відродження та пізніші періоди розвитку мистецтва. Свої висновки він видав у 2001 році у книзі «Таємне знання: відкриття втрачених технік старих майстрів» («Secret Knowledge: Rediscovering the Lost Techniques of the Old Masters»), яку було перевидано у 2006.

## Громадське життя
Як і його батько Гокні був відмовником від військової служби за ідейними міркуванням і працював санітаром в шпиталях під час проходження військової служби у 1957–59.
Гокні був одним з засновників Музею сучасного мистецтва в Лос-Андежелесі у 1979 році.
Він є переконаним прибічником куріння тютюну.
В жовтні 2010 року він та ще сотня інших художників підписали відкритого листа міністрові у справах культури, засобів масової інформації і спорту, Дежеремі Ханту, протестуючи проти скорочення фінансування мистецтва.

## У масовій культурі

### Мода
У 2005 році Кристофер Бейлі, креативний директор компанії Burberry, зосередив всю свою колекцію чоловічого одягу весна/літо навколо особистості художника, а в 2012 році його близький друг модельєр Вів'єн Вествуд назвала картатий жакет на честь Гокні. У 2001 році британський журнал GQ визнав його одним з 50-х найстильніших чоловіків Британії, а у березні 2013-го він потрапив до списку газети Гардіан' як один з 50-х найкраще вдягнених осіб серед старших за 50 років.

### Друковані видання
Девід Гокні: Пригоди гульвіси (2012) — біографія Гокні, яка охоплює період 1937–75 років, написана письменником/фотографом Кристофером Саймоном Сайксом.

## Фонд Девіда Гокні
In 2012, Hockney, worth an estimated $55.2 million (approx. £36.1 m) transferred paintings valued at $124.2 million (approx. £81.5 m) to the David Hockney Foundation, and gave an additional $1.2 million (approx. £0.79 m) in cash to help fund the foundation's operations. The artist plans to give away the paintings, through the foundation, to galleries including the Los Angeles County Museum of Art and the Tate in London.

## Книги з роботами Девіда Гокні
- 72 Drawings (1971), Jonathan Cape, London, ISBN 0-224-00655-X
- David Hockney (1976), Thames and Hudson, London, ISBN 0-500-09108-0
- Travels with Pen, Pencil and Ink (1978), Petersburg Press, New York, ISBN 0-902825-07-0
- Pictures by David Hockney (ed. Nikos Stangos) (1979), Thames and Hudson, London, ISBN 0-500-27163-1
- Blue Guitar: Etchings by David Hockney Who Was Inspired by Wallace Stevens Who Was Inspired by Pablo Picasso (1977), Petersburg Press, New York, ISBN 0-902825-03-8
- Photographs (1982), Petersburg Press, New York, ISBN 0-902825-15-1
- Hockney's Photographs (1983), Arts Council of Great Britain, London, ISBN 0-7287-0382-3
- Martha's Vineyard and other places: My Third Sketchbook from the Summer of 1982 (with Nikos Stangos), (1985), Thames and Hudson, London, ISBN 0-500-23446-9
- David Hockney: Faces 1966—1984 (1987), Thames and Hudson, London, ISBN 0-500-27464-9
- Hockney's Alphabet (with Stephen Spender) (1991) Random House, London, ISBN 0-679-41066-X
- David Hockney: Some Very New Paintings (Intro by William Hardie) (1993), William Hardie Gallery, Glasgow, ISBN 1-872878-03-2
- Off the Wall: A Collection of David Hockney's Posters 1987–94 (with Brian Baggott) (1994), Pavilion Books, ISBN 1-85793-421-0
- Hockney's Pictures (2006), Thames and Hudson, London, ISBN 0-500-28671-X
- David Hockney: Poster Art (1995), Chronicle Books, ISBN 0-8118-0915-3
- That's the Way I See It (with Nikos Stangos) (1989), Thames and Hudson, London, ISBN 0-500-28085-1
- Secret Knowledge: Rediscovering the lost techniques of the Old Masters (2006), Thames and Hudson, London, ISBN 0-500-28638-8
- Hockney On Art: Conversations with Paul Joyce (2008), Little, Brown and Company, New York, ISBN 1-4087-0157-X
- David Hockney's Dog Days (2011), Thames and Hudson, London, ISBN 0-500-28627-2
- A Yorkshire Sketchbook (2011), Royal Academy of Arts, London, ISBN 1-907533-23-0

## Рекомендована література
- Travels with Pen, Pencil and Ink (1980), Tate Gallery, London ISBN 0-905005-58-9
- Weschler, L. Cameraworks (with David Hockney — photographer) (1984) Alfred A. Knopf, (portions of the essay by Weschler appeared in the New Yorker in a slightly different form), ISBN 0-394-53733-5
- Geldzahler, H., Knight, C., Kitaj, R. B., Schiff, G., Hoy, A., Silver, K. E. and Weschler, L. David Hockney: A Retrospective (Painters & sculptors) (1988), Thames and Hudson, London, ISBN 0-500-23514-7
- Shanes, E. Hockney Posters (with David Hockney), (1988), Crown Publishing Group, ISBN 0-517-56584-6
- Luckhardt, U. and Melia, P. David Hockney: A Drawing Retrospective (1995), Thames and Hudson, London, ISBN 0-500-09255-9
- Livingstone, M. David Hockney: Space and Line (1999), Annely Juda Fine Art, London, ISBN 1-870280-74-1
- Livingstone, M. David Hockney: Painting on Paper (2002), Annely Juda Fine Art, London, ISBN 1-870280-95-4
- Livingstone, M. David Hockney: Egyptian Journeys (2002), American University in Cairo Press, Cairo, ISBN 977-424-737-X
- Howgate, S. David Hockney Portraits (2006), National Portrait Gallery, ISBN 1-85514-362-3
- Melia, P. and Luckhardt, U. David Hockney: Paintings (2007), Prestel, Munich, ISBN 3-7913-3718-1
- Becker, C. and Livingstone, M. David Hockney (2009), Swiridoff Verlag, Künzelsau, ISBN 3-89929-154-9
- Sykes. C. S. Hockney: The Biography (2011), Century, ISBN 1-84605-708-6
- Barringer, T. and Devaney, E. David Hockney: A Bigger Picture (2012), Thames and Hudson, London, ISBN 0-500-09366-0
- Sancar Seckiner's new book South (Güney), published July 2013, consists of 12 article and essays. One of them, American Collectors, re-focus on David Hockney's importance in the philosophy of art. Ref. ISBN 978-605-4579-45-7.